# Scaphyglottis bicornis
Scaphyglottis bicornis é uma espécie de orquídea epífita, família Orchidaceae, que habita a Colômbia.